# Paris delavayi
Paris delavayi är en nysrotsväxtart som beskrevs av Adrien René Franchet. Paris delavayi ingår i släktet ormbärssläktet, och familjen nysrotsväxter. Inga underarter finns listade.